# Gloeoporus
Глеопорус (Gloeoporus) — рід грибів родини Meruliaceae. Назва вперше опублікована 1842 року.

## Назва
Назва роду поєднує в собі давньогрецькі слова γλοιός ("липкий") і πόρος ("пори").

## Види
Глеопорус двоколірний (Gloeoporus dichrous) зустрічається на гнилих пеньках і відмершій деревені листяних порід, переважно берези, осики, вільхи, дуба, бука, зрідка на хвойних або на плодових тілах трутовиків. Спричиняє білу волокнисту гниль. Гниття неактивне.
В Україні зустрічається глеопор повстисто-оперезаний (глеопорус торочкуватий) (Gloeoporus pannocinctus), що має однорічні плодові тіла, широко розпростерті, легко відокремлюються від субстрату. Зустрічається на Закарпатті на сухостійних та повалених стовбурах, на пеньках, на сухих гілках дерев листяних, іноді хвойних порід, переважно на осиках, березах та буках, на старих плодових тілах трутовика справжнього (Fomes fomentarius). Спричиняє білу гниль деревини.

## Галерея

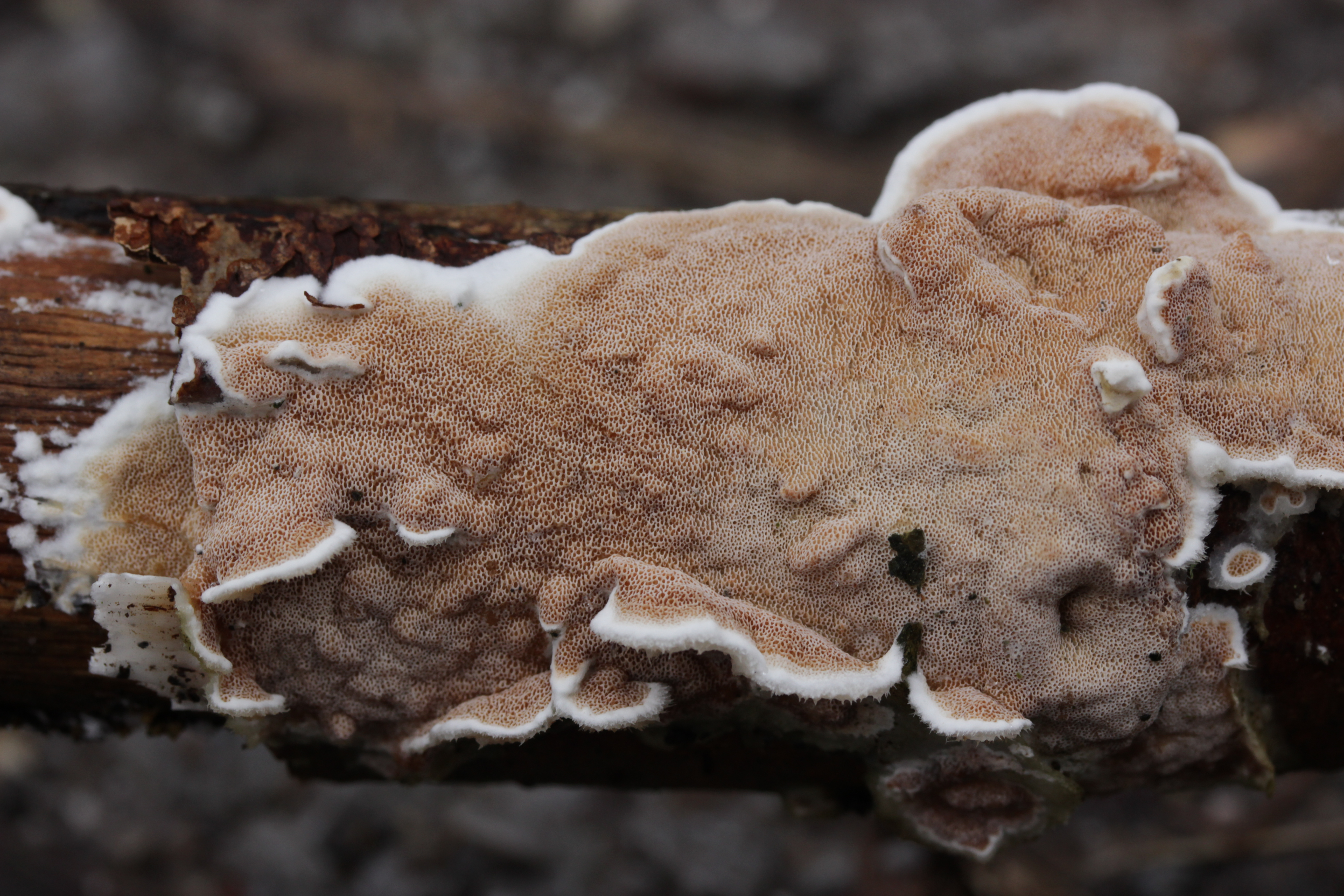
Gloeoporus dichrous
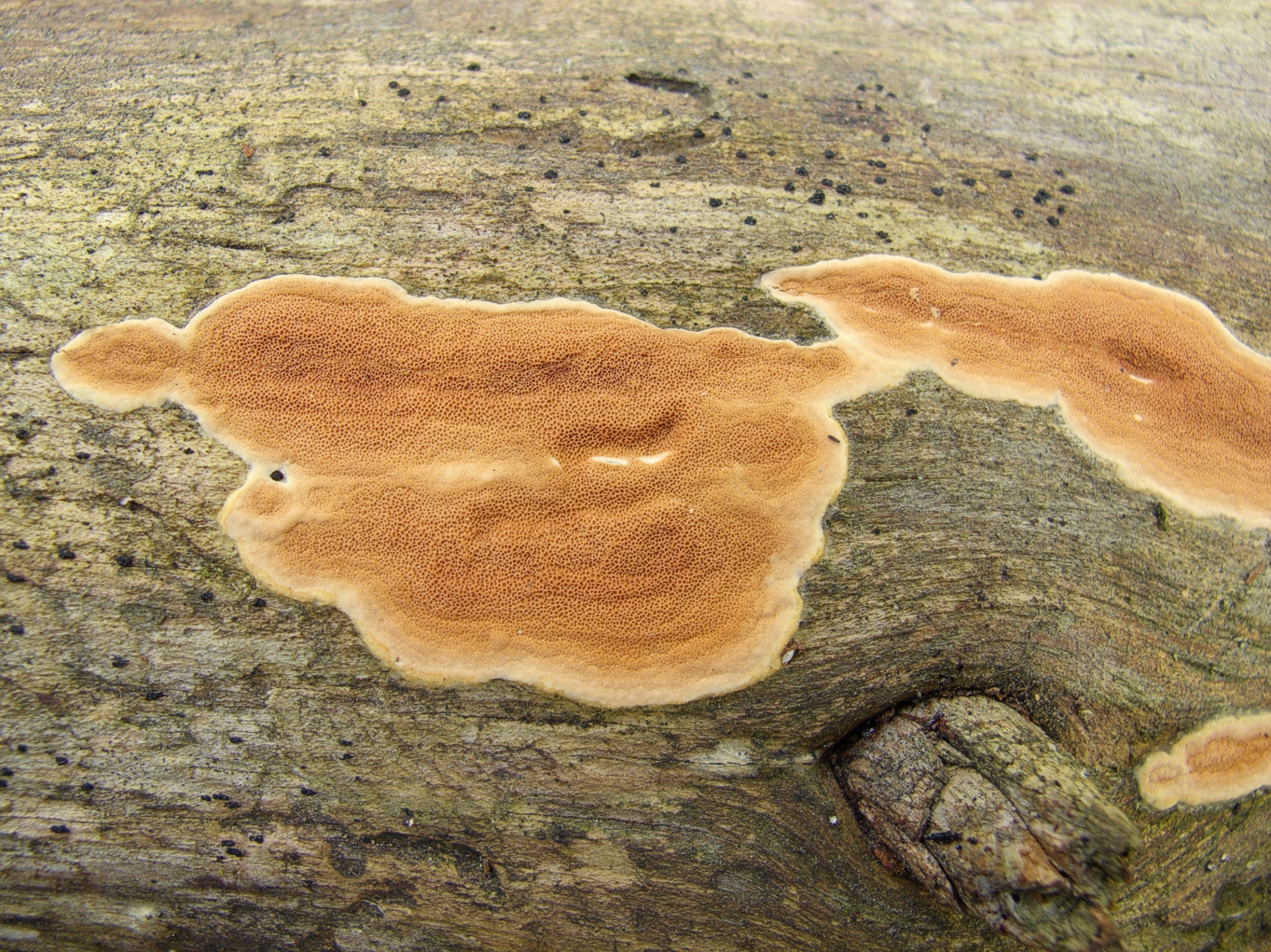
Gloeoporus taxicola
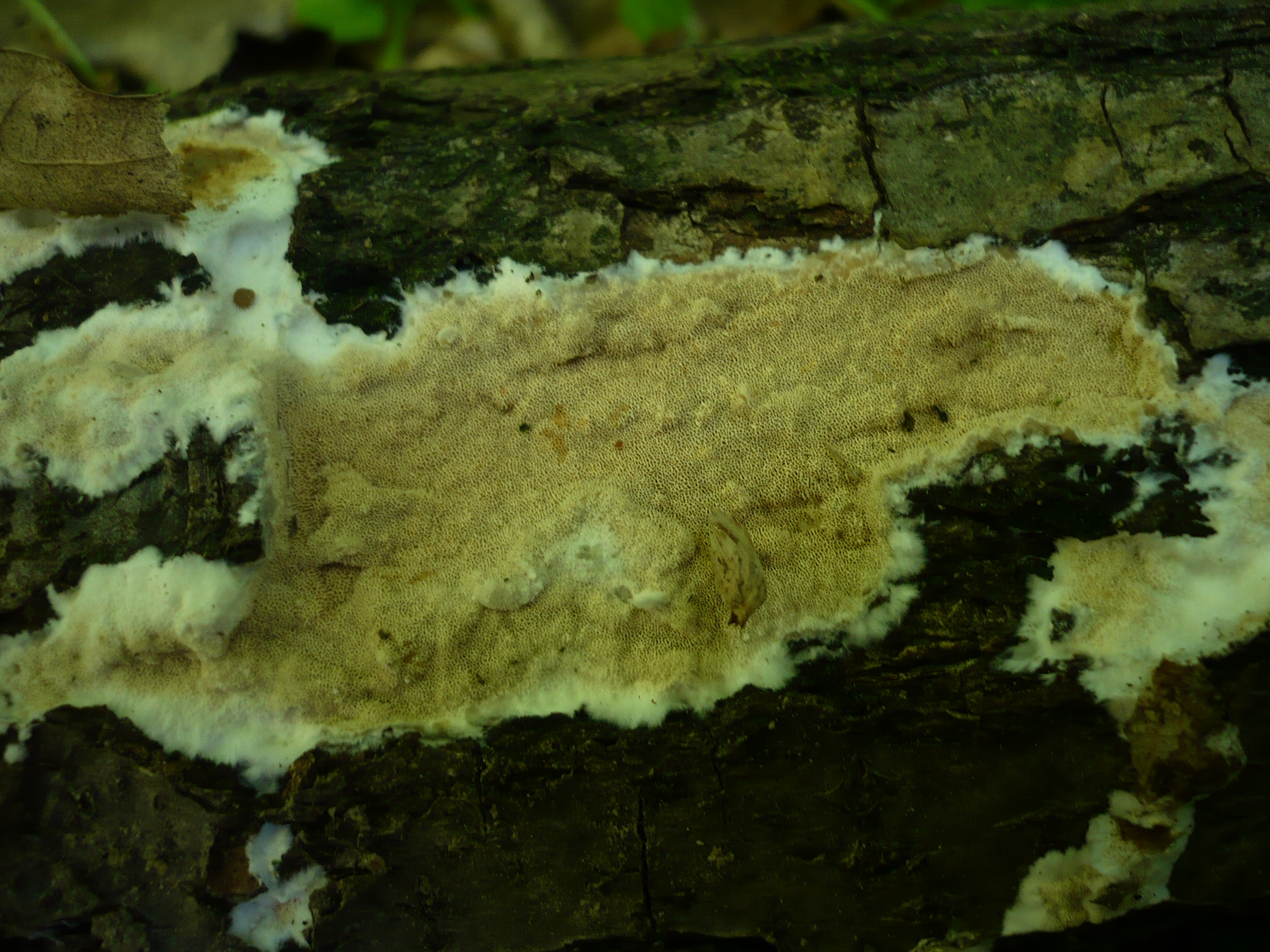
Gloeoporus dichrous